# Regarde les hommes tomber (groupe)
Cet article concerne le groupe de metal français. Pour le film français, voir Regarde les hommes tomber.
Regarde les hommes tomber est un groupe de post-black metal français originaire de Nantes, formé en 2011. 
Le groupe a sorti trois albums : Regarde les hommes tomber en mars 2013, Exile en septembre 2015 et Ascension en 2020. 

## Biographie

### Débuts etRegarde les hommes tomber(2011-2014)
Regarde les hommes tomber est formé en septembre 2011 par J.J.S, R.R et A.B, rapidement rejoints par A.M. 
Le nom du groupe vient du nom du film de Jacques Audiard, sans lien avec le film en lui-même : A.M. avait vu le film Un prophète qui lui avait plu et a regardé les titres des autres films du réalisateur. Il a été frappé par cette phrase et trouvait qu'elle collait bien à l'univers du groupe. La phrase plut aux autres membres et le nom fut ainsi choisi.
Sans chanteur, ils donnent un premier concert instrumental en mai 2012 au Ferrailleur à Nantes, en première partie du groupe américain Wolves In The Throne Room. À la suite de ce concert, le label Les Acteurs de L'Ombre  s'intéresse à eux et décide de les signer. Le groupe cherche un chanteur et U.W les rejoint à l'automne 2012. 
C'est dans cette composition qu'ils sortent leur premier album intitulé Regarde Les Hommes Tomber en mars 2013. Le groupe est inclus dans le booking de Kongfuzi, une agence de promotion et développement de musique live, ce qui lui permet de donner une trentaine de concerts en France et en Europe. Pendant cette période, ils sont notamment à l'affiche du Hellfest en juin 2013 et du Roadburn Festival en avril 2014. 

### Reconnaissance etExile(2014-2019)
U.W décide de quitter le groupe en avril 2014 et est remplacé au chant par T.C. Regarde les hommes tomber se concentre alors sur la composition et l'enregistrement de son second album. Intitulé Exile, enregistré au studio Sainte-Marthe à Paris par Francis Caste, il sort en septembre 2015, toujours sur le label Les Acteurs de L'Ombre. Il est élu album de l'année dans le référendum de Vs-Webzine.
Durant les deux années qui suivent, jusqu'en décembre 2017, Regarde les hommes tomber donne 80 concerts à travers l'Europe. Ils participent notamment au Motocultor Festival en août 2016 et une nouvelle fois au Hellfest en juin 2017,, partent en tournée avec le groupe allemand de black metal Der Weg einer Freiheit et jouent en première partie de Svart Crown pour quelques dates.

### Depuis 2020
En mars 2019, le groupe rejoint le label Season of Mist et annonce travailler sur un nouvel album. Le 10 février 2020, la vidéo YouTube de la chanson The Renegade Son  est dévoilée et annonce la sortie de l'album Ascension pour le 28 février 2020. L'album est publié sur la chaîne Youtube du label le 25 février 2020.

## Style musical et thèmes
La musique de Regarde les hommes tomber peut être classée dans le post-black metal,,, avec des inspirations de sludge metal. Elle est qualifiée de violente, mélancolique, lourde, fataliste, désespérée et majestueuse.
Le groupe a pour habitude de se produire sur scène dans des ambiances peu éclairées, avec des chandeliers. Ce choix vient de leur premières répétitions dans un local très sombre voir dans le noir total au fond du jardin de J.J.S. Leur participation au concert Hellfest from Home le 18 juin 2020 leur permettra de se produire éclairés uniquement à la bougie.
Les thématiques abordées sont liées à l'humain, à la capacité de l'Homme à s'autodétruire via la quête du pouvoir, l'ego et les religions. Les textes sont directement inspirés des récits antiques, mythologiques et bibliques pour illustrer les propos.
Le groupe présente des visuels travaillés notamment en collaboration avec Fortifem.

## Membres

### Membres actuels
- Thomas Chenu (T.C) : Chant
- Jean-Jérôme Souladié (J.J.S) : Guitare
- Antoine Maupas (A.M) : Guitare
- Antoine Batard (A.B) : Basse
- Romain Richard (R.R) : Batterie

### Ancien membre
- Ulrich Wegrich (U.W) : Chant